# El Barco de Ávila
Pour les articles homonymes, voir Barco (homonymie).
El Barco de Ávila est une commune d'Espagne de la province d'Ávila dans la communauté autonome de Castille-et-León.
Ce grand village est dominé par la silhouette imposante du château de Valdecorneja (XIIe – XIVe siècles), dont les tours servent de perchoirs à une quantité considérable de cigognes. En remontant la rue principale, on atteint la Plaza Mayor.
En entrant dans l'église de l'Assomption ("Iglesia de la Asuncion de Nuestra Señora"), on peut admirer le buffet de l'orgue le plus important de la région de Castille et Léon, construit en 1772 par José de Larrea y Galarza.

## Administration
| Période                                  | Période | Identité | Étiquette | Qualité |
| ---------------------------------------- | ------- | -------- | --------- | ------- |
|                                          |         |          |           |         |
| Les données manquantes sont à compléter. |         |          |           |         |